# Asota fulvia
Asota fulvia là một loài bướm đêm thuộc họ Erebidae. Nó được tìm thấy ở Indonesia.
Sải cánh dài khoảng 60 mm.